# Catching Up with Depeche Mode
A Catching Up with Depeche Mode a Depeche Mode 1985-ben csak Észak-Amerikában megjelent válogatásalbuma. Ahogy a címválasztás is sugallja, a válogatáslemez célja az volt, hogy megkísérelje felhívni az amerikai közönség figyelmét az együttes korábbi négy nagylemezére. Az albumon megtalálhatók mindazok a kislemezes számok, amelyek nem voltak elérhetők az egy évvel korábbi People Are People válogatáson, valamint a zenekar két legújabb B-oldalas száma a "Flexible" és a "Fly on the Windscreen". A válogatás a The Singles (81-85) párja, mely  egy hónappal korábban jelent meg Európában az addig kiadott kislemezes számokkal. A "Catching Up With" címre többek között azért esett a választás, mert Észak-Amerikában a számok többsége korábban nem jelent meg kislemezként.

A lemez tartalma:

1985 SIRE
1. "Dreaming of Me [Single Version]" – 3:46
2. "New Life [Album Version]" – 3:45
3. "Just Can't Get Enough [Album Version]" – 3:44
4. "See You [Single Version]" – 3:57
5. "The Meaning of Love [Album Version]" – 3:05
6. "Love, in Itself [2 – Single Version]" – 4:00
7. "Master and Servant [Single Version]" – 3:47
8. "Blasphemous Rumours [Single Version]" – 5:09
9. "Somebody [Remix – Single Version]" – 4:22
10. "Shake the Disease [Single Version]" – 4:49
11. "Flexible [Single Version]" – 3:09
12. "It's Called a Heart [Single Version]" – 3:51
13. "Fly on the Windscreen [Single Version]" – 5:05

Valamennyi szám Martin Gore szerzeménye, kivéve a "Dreaming of Me", "New Life" és "Just Can't Get Enough" számokat, melyeket Vince Clark írt.